# Bianca di Borbone
Bianca di Borbone, Blanche in francese e in inglese, Blanca in spagnolo, asturiano, in catalano, in aragonese e in fiammingo, Branca in galiziano, in portoghese, Blanka in basco, e in tedesco. Blanca in latino (Vincennes, 1339 – Medina-Sidonia, tra maggio e luglio 1361), fu regina consorte di Castiglia e León, dal 1353 alla sua morte.

## Origine
Principessa della casa reale francese, discendente dal re di Francia, San Luigi IX, Bianca, sia secondo la Histoire du Bourbonnais et des Bourbons qui l'ont possédé, Volume 1, che secondo la Histoire généalogique et chronologique de la maison royale de France era figlia del secondo Duca di Borbone e Conte di Clermont, Pietro I e di sua moglie, la principessa francese Isabella di Valois, che, secondo la Chronique parisienne anonyme du XIVe siècle era figlia del conte di Valois, Conte di Angiò e del Maine, conte d'Alençon e conte di Chartres, che fu anche Imperatore consorte titolare dell'Impero Romano d'Oriente e re titolare d'Aragona, Carlo di Valois e della sua terza moglie, Matilde di Châtillon ed era sorella (Bianca era la nipote) del futuro re di Francia Filippo di Valois, e di Bianca di Valois (1317 - 1348), moglie di Carlo, conte di Lussemburgo, re di Boemia, Re dei Romani e futuro Imperatore del Sacro Romano Impero.
Pietro I di Borbone, ancora sia secondo la Chronique parisienne anonyme du XIVe siècle, che la Histoire du Bourbonnais et des Bourbons qui l'ont possédé, Volume 1, e la Histoire généalogique et chronologique de la maison royale de France era il figlio primogenito del Signore e poi primo duca di Borbone, conte di Clermont e conte di La Marche, Luigi I e della moglie, Maria di Avesnes, nota anche come Maria di Hainaut.
Bianca era la sorella di Giovanna, moglie di Carlo V di Francia e di Bona, moglie del Conte di Savoia e Conte d'Aosta e Moriana, Amadeo VI.

## Biografia
Nel 1352, per rinforzare i legami tra il regno di Francia ed il regno di Castiglia, il re di Francia, Giovanni II il Buono concordò con la regina madre di Castiglia, Maria del Portogallo il matrimonio della principessa della casa reale francese, sua nipote, Bianca di Borbone col re di Castiglia e León Pietro I, figlio del defunto re di Castiglia e León Alfonso XI e della stessa Maria del Portogallo. Il matrimonio fu celebrato, per procura, all'abbazia di Preuilly, il 9 luglio 1352. Pietro però a quel tempo, nel mese di giugno aveva conosciuto ed iniziato a frequentare una nobile castigliana, la diciassettenne Maria di Padilla, figlia di Giovanni García de Padilla, primo Signore di Villagera, e di María Fernández de Henestrosa, sorella di Giovanni Fernández de Henestrosa.
Nel 1353, anche perché pressato dalla madre e dalla corte (soprattutto per la ricca dote di 300 000 fiorini che la Castiglia doveva incassare in rate annue di 50 000 fiorini) Pietro I fu obbligato a negare il suo legame con Maria di Padilla e, il 3 giugno, a Valladolid, fu costretto a sposare Bianca di Borbone, di persona. Bianca, dopo solo 3 giorni, fu abbandonata dal re che lasciò Valladolid, per raggiunse la sua amante, Maria di Padilla, che molto probabilmente poi avrebbe sposato, in segreto, in quello stesso anno: Pietro, dopo la morte di entrambe, Bianca e Maria, nel 1362, a Siviglia, dichiarò che Bianca non era la sua legittima sposa in quanto, di fronte a testimoni, prima di sposare Bianca, aveva fatto una promessa di matrimonio a Maria.

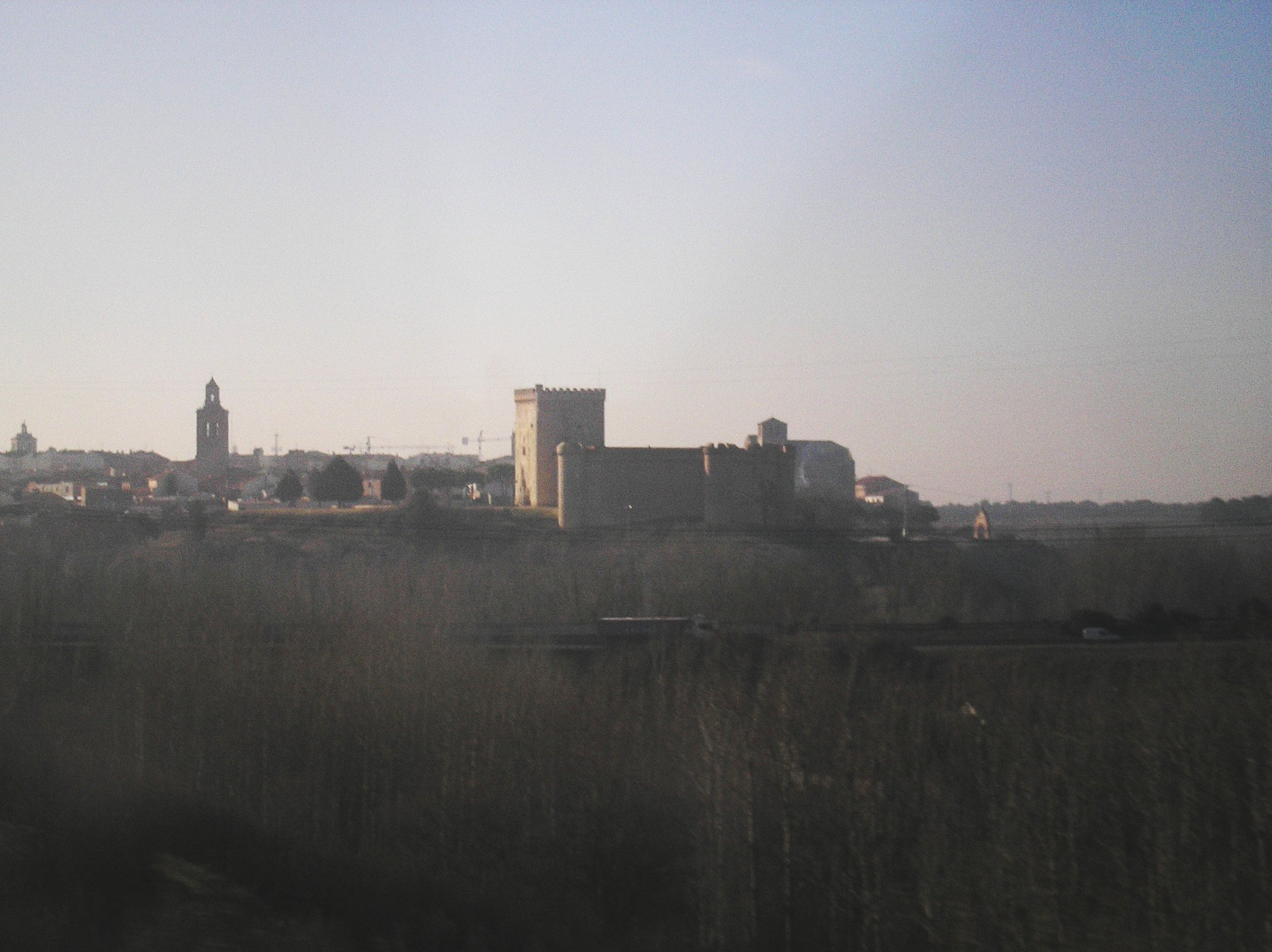
Castello di Arévalo con vista della città

Bianca poi fu ripudiata (Pietro accusò Bianca di aver concesso i suoi favori al suo fratellastro, Federico Alfonso) perché Pietro voleva convincere una giovane, vedova di Diego de Haro, di nobile famiglia galiziana, Giovanna de Castro, la figlia secondogenita di Pedro Fernández de Castro (? – 1342), signore di Monforte de Lemos e Sarria, nipote, da parte di madre, del re di Castiglia, Sancho IV e membro di una delle famiglie più antiche e illustri della Galizia, e della seconda moglie Isabella Pérez Ponce de León e sorellastra della sfortunata Inés de Castro, a sposarlo. Riuscì nell'intento (1354), dopo che con l'appoggio dei vescovi d'Avila e di Salamanca, Pietro I, aveva proclamato che il matrimonio con Bianca era nullo. Pare che anche Giovanna fu abbandonata pochi giorni dopo il matrimonio (che portò alla nascita di un figlio, Giovanni, nel 1355).
Il papa Innocenzo VI era intervenuto prima per imporre a Pietro di lasciare Maria di Padilla e poi, per minacciare Pietro di scomunica se non lasciava Giovanna de Castro e tornava a vivere con Bianca.
Bianca risiedeva nel castello di Arévalo e Pietro, nel 1354, diede ordine di trasferirla nell'Alcázar di Toledo; Bianca entrando in Toledo chiese di poter pregare nella chiesa di Santa Maria, e, temendo per la sua vita rifiutò di uscire dalla chiesa. I toledani avevano parteggiato per Bianca, che così raggiunse l'alcazar.
Nel 1355, però Pietro I, ordinò che Bianca fosse condotta a Sigüenza e punì alcuni nobili di Toledo, uccidendoli.

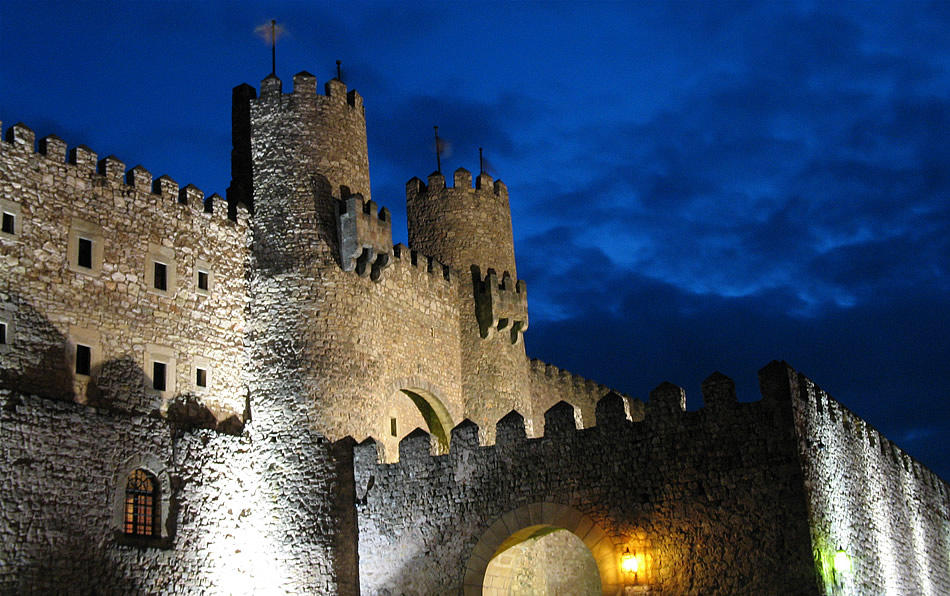
Castello di Sigüenza

Nel 1359, molto probabilmente a causa del mancato pagamento della prima rata della dote (Pietro aveva ricevuto solo 25 000 fiorini), Bianca fu imprigionata a Jerez de la Frontera.
Bianca, oltre che allo zio, il re di Francia, Giovanni II si era appellata al papa Innocenzo VI (che aveva conosciuto ad Avignone, durante il viaggio di trasferimento dalla Francia alla Castiglia), che intervenne, più volte, presso Pietro affinché, anche con la minaccia di una scomunica, la riprendesse come moglie, ma senza ottenere il risultato sperato né la liberazione di Bianca. Pietro rispose al papa che per "certe confessioni" fatte dalla sua sposa, si sentiva ingannato e non poteva continuare nella vita matrimoniale. Pietro riteneva, infatti, che durante il viaggio di trasferimento dalla Francia alla Castiglia, Bianca avesse tenuto un comportamento non irreprensibile col fratellastro di Pietro, Federico Alfonso, che poi Pietro avrebbe ucciso di sua mano, nel 1358, nell'Alcázar di Siviglia.
Questi avvenimenti portarono ad un mutamento di alleanze avvicinando l'Inghilterra alla Castiglia, e portò Pietro I a stringere un'alleanza col figlio del re Edoardo III d'Inghilterra, il principe di Galles, Edoardo, governatore del ducato d'Aquitania, che era di stanza a Bordeaux, mentre la Francia si avvicinò al rivale di Pietro, suo fratellastro, Enrico di Trastamara, che durante la guerra civile fu aiutato dalle "Grandes compagnies" di Bertrand du Guesclin, inviate dal re di Francia, Giovanni II.
Bianca, nel frattempo era stata portata a Medina-Sidonia, dove fu rinchiusa in una torre e dove morì, tra il mese di maggio e quello di luglio del 1361, molto verosimilmente fatta assassinare (si parla di avvelenamento) da Pietro I, che anche a seguito di questo avvenimento fu detto il Crudele.
Bianca fu tumulata nel monastero di San Francesco Monasterio de San Francisco de Jerez de la Frontera di Jerez de la Frontera, dove vi è ancora la lapide:
CHR. OPT. MAX. SACRUM. DIVA BLANCA, HISPANIARUM REGINA, PATRE BORBONICO, EX INCLITA FRANCORUM REGUM PROSAPIA, MORIBUS ET CORPORE VENUSTISSIMA FUIT: SED PRAEVALENTE PELLICE, OCCUBUIT JUSSU PETRI MARITI CRUDELI, ANNO SALUTIS 1361, AETATIS VERO SUAE 25.
Secondo alcune voci, dopo che il marito Pietro I era stato sconfitto e ucciso dal fratellastro, Enrico di Trastamara, i francesi, alleati di Enrico recuperarono la salma per portarla in Francia, ma la tumularono a Tudela in Navarra.

## Figli
Bianca a Pietro non diede alcun figlio.

## Ascendenza
|                     |                        |                              | Genitori                     |  |  | Nonni |  |  | Bisnonni            |  |  | Trisnonni           |  |
|                     |                        |                              |                              |  |  |       |  |  | Roberto di Clermont |  |  | Luigi IX di Francia |  |
|                     |                        |                              |                              |  |  |       |  |  | Roberto di Clermont |  |  | Luigi IX di Francia |  |
|                     |                        | Margherita di Provenza       |                              |  |  |       |  |  | Roberto di Clermont |  |  |                     |  |
| Luigi I di Borbone  |                        |                              |                              |  |  |       |  |  | Roberto di Clermont |  |  |                     |  |
|                     |                        | Beatrice di Borgogna-Borbone | Giovanni di Borgogna-Borbone |  |  |       |  |  |                     |  |  |                     |  |
|                     |                        | Beatrice di Borgogna-Borbone | Giovanni di Borgogna-Borbone |  |  |       |  |  |                     |  |  |                     |  |
|                     |                        | Beatrice di Borgogna-Borbone | Agnese di Borbone-Dampierre  |  |  |       |  |  |                     |  |  |                     |  |
| Pietro I di Borbone |                        | Beatrice di Borgogna-Borbone |                              |  |  |       |  |  |                     |  |  |                     |  |
|                     |                        | Giovanni I di Hainaut        | Giovanni I d'Avesnes         |  |  |       |  |  |                     |  |  |                     |  |
|                     |                        | Giovanni I di Hainaut        | Giovanni I d'Avesnes         |  |  |       |  |  |                     |  |  |                     |  |
|                     |                        | Giovanni I di Hainaut        | Adelaide d'Olanda            |  |  |       |  |  |                     |  |  |                     |  |
| Maria di Avesnes    |                        | Giovanni I di Hainaut        |                              |  |  |       |  |  |                     |  |  |                     |  |
|                     |                        | Filippa di Lussemburgo       | Enrico V di Lussemburgo      |  |  |       |  |  |                     |  |  |                     |  |
|                     |                        | Filippa di Lussemburgo       | Enrico V di Lussemburgo      |  |  |       |  |  |                     |  |  |                     |  |
|                     |                        | Filippa di Lussemburgo       | Margherita di Bar            |  |  |       |  |  |                     |  |  |                     |  |
| Bianca di Borbone   |                        | Filippa di Lussemburgo       |                              |  |  |       |  |  |                     |  |  |                     |  |
|                     | Filippo III di Francia | Luigi IX di Francia          |                              |  |  |       |  |  |                     |  |  |                     |  |
|                     | Filippo III di Francia | Luigi IX di Francia          |                              |  |  |       |  |  |                     |  |  |                     |  |
|                     | Filippo III di Francia | Margherita di Provenza       |                              |  |  |       |  |  |                     |  |  |                     |  |
| Carlo di Valois     | Filippo III di Francia |                              |                              |  |  |       |  |  |                     |  |  |                     |  |
|                     |                        | Isabella d'Aragona           | Giacomo I d'Aragona          |  |  |       |  |  |                     |  |  |                     |  |
|                     |                        | Isabella d'Aragona           | Giacomo I d'Aragona          |  |  |       |  |  |                     |  |  |                     |  |
|                     |                        | Isabella d'Aragona           | Iolanda d'Ungheria           |  |  |       |  |  |                     |  |  |                     |  |
| Isabella di Valois  |                        | Isabella d'Aragona           |                              |  |  |       |  |  |                     |  |  |                     |  |
|                     |                        | Guido IV di Châtillon        | Guido III di Châtillon       |  |  |       |  |  |                     |  |  |                     |  |
|                     |                        | Guido IV di Châtillon        | Guido III di Châtillon       |  |  |       |  |  |                     |  |  |                     |  |
|                     |                        | Guido IV di Châtillon        | Matilda di Brabante          |  |  |       |  |  |                     |  |  |                     |  |
| Mahaut di Châtillon |                        | Guido IV di Châtillon        |                              |  |  |       |  |  |                     |  |  |                     |  |
|                     |                        | Maria di Bretagna            | Giovanni II di Bretagna      |  |  |       |  |  |                     |  |  |                     |  |
|                     |                        | Maria di Bretagna            | Giovanni II di Bretagna      |  |  |       |  |  |                     |  |  |                     |  |
|                     |                        | Maria di Bretagna            | Beatrice d'Inghilterra       |  |  |       |  |  |                     |  |  |                     |  |
|                     |                        | Maria di Bretagna            |                              |  |  |       |  |  |                     |  |  |                     |  |

### Fonti primarie
- (FR)  Chronique parisienne anonyme du XIVe siècle.
- (ES)  Cronicas de los reyes Castilla: Cronica del rey don Pedro.
- (LA)  Recueil des historiens des Gaules et de la France. Tome 20.
- (LA)  Francisci Chronikon Pragense, Liber II

### Letteratura storiografica
- (FR)  Histoire généalogique et chronologique de la maison royale de France, Ducs de Bourbon.
- (FR)  #ES Histoire du Bourbonnais et des Bourbons qui l'ont possédé, Volume 1.